# 麗寶國際賽車場

麗寶國際賽車場標誌

麗寶國際賽車場（Lihpao Racing Park）和麗寶樂園、福容大飯店樂園店，形成渡假園區，位於麗寶渡假園區的西區，地址是台中市后里區月眉東路一段189號。2017年四月試營運，是台灣唯二通過CIK-FIA認證的國際級賽道，場內有麗寶全賽道、越野賽道、卡丁賽道，曾經舉辦過TKOC、RMCT（页面存档备份，存于）等大型賽事以及定期舉辦STS超級房車全國系列賽。可舉辦F2~F3賽事的國際級G2賽道。

## 結盟
麗寶國際賽車場於2017年8月22日宣布，與台灣奧迪成為合作夥伴，並由奧迪贊助賽車場的高端汽車品牌。麗寶集團月眉開發副董事長陳志鴻與台灣奧迪福斯汽車總裁蔣泰瑞（Terence Johnsson）於國際認證日前正式確認雙方的夥伴關係，並期許在麗寶F3賽道完工後，持續深化各方面的合作，未來可望攜手將麗寶國際賽車場打造成為亞洲賽車運動的重要基地，甚至是汽車產業的交流平台。
2017年11月，更與台灣奧迪汽車推出「AUDI Driving Experience Center」，先開放越野場地預約，並且使用奧迪Q系列車輛。

## 賽事
- 極速超跑TKOC麗寶全明星跨年開幕挑戰賽：2017.1.3 此次賽事依年齡及車輛區別，共設7個大組，分別有Cadet、Junior、Rotax、超級四行程、Rotax DD2、Iame X30以及KZ組共7大組別，IAME X30組統一使用X30引擎出賽，此組參賽選手的亮點，除了多次得到挑戰賽冠軍的張濬瑋，更有明星車手姚元浩代表Top Speed極速超跑車隊出征。[3]藝人姚元浩也小試身手，特別換上有紋路的雨胎，和一般平滑輪胎很不一樣，引擎設定也有做改變，他認為此經驗非常特別，「因為有很多彎處都有積水，所以車子在急速過彎、壓到水坑的時候會漂移，所以要很迅速掌控方向盤。」但雨天還是影響成績，每圈慢了至少七秒左右。[4]
- RMCT(Rotax Max Challenge TAIWAN 2017) ：Rotax Max Challenge[5]卡丁車賽今年9月24日在麗寶國際賽車場舉辦，多名車手近日已到場練習，其中12歲以下的Micro組中，來自澳洲阿隆索（ALONSO）卡丁車隊的小車手彼得（Peter）也參與練習。[6]

2017台灣RMC卡丁車錦標賽最終戰，24日於麗寶國際賽車場舉行！國內共有54位車手參賽，歷經4回合、8小時激烈競速，由13歲高杰、16歲廖洋及旅日台僑林卡特各奪下分組冠軍，順利取得世界盃門票；將代表台灣參加11月在葡萄牙舉行的國際邀請賽，與全球好手一較高下。

## 賽道紀錄
- 2020年4月20日，台灣賽車手江直螢先生以YAMAHA YZF-R6創下1分45秒291紀錄，創下台灣本土賽車手最佳紀錄。
- 2020年5月31日，台灣賽車手邱明賢先生以KAWASAKI ZX-10R創下1分44秒274（最高時速155公里360）紀錄，刷新台灣賽車手江直螢先生的1分45秒291紀錄，創下本土車手最快紀錄。[8]
- 2020年5月31日，台灣賽車手鐘予澤先生以YAMAHA T-MAX 530創下1分56秒637紀錄，創下大型速克達在該場地的最速單圈紀錄。[9]
- 2020年7月26日，台灣賽車手鐘予澤先生以YAMAHA T-MAX 530（直噴衝壓進氣設定），創下麗寶國際賽車場G2賽道成績1:55.450，刷新大型速克達最速單圈紀錄。
- 2020年7月26日，台灣賽車手江直螢先生以YAMAHA YZF-R6創下1分44秒004（最高時速155公里763）紀錄，刷新台灣賽車手邱明賢先生的1分44秒247紀錄，創下本土車手最快紀錄。[10]

以上紀錄為麗寶G2賽道未獲得FIA認證前所使用的21彎路線，麗寶G2賽道於2021年完成FIA認證後於5月啟用完整23彎路線進行賽道活動。
- 2023年2月15日,台灣籍車手,FIA 銀牌[ 蘇彥銘(Yen_Ming_Su)｜Jimmy SU]創下GR YARIS單一車種1分50秒89紀錄最速紀錄，也是GR YARIS 麗寶Time Attack 紀錄以來首位突破1分50秒關卡的車手。
- 2023年5月26日,  澳大利亞賽車手Mike Jones創下1分43秒76紀錄, 刷新場地最速單圈紀錄。

## 相關事件
- 噪音：2019年3月3日，無黨籍台中市議員王朝坤率領后里百位鄉親到賽車場舉牌抗議，要求業者解決噪音問題，而台中市政府環保局表示，該賽車場假日會開放車友車聚，部分跑車在轉彎、直線車道產生急加速音量過大，經派員量測已有幾次違規紀錄，依違反《環境影響評估法》第17條處新台幣200萬元罰鍰，並限期改善。賽車場強調，該場域是合法設置並合乎環評規範，賽車場協理陳鋭宏也當場承諾，10天後將提出噪音改善計畫，並對居民意見表達給予尊重和理解，也提出「3主張」：加強內控、宣導及檢測，將從環評規範時間為基礎，縮短車輛上場時間，並透過官網、粉絲團等呼籲車友降低發車噪音，及對下場車輛都會嚴格要求噪音分貝值，並會在旁加強檢測，同時繼續增設隔音牆、種樹等強化隔音作為[11][12]。110分貝的最大噪音值已經降了為105分貝。[13]
- 租借：台灣賽車教父廖志賢（暱稱：廖老大）為打破中國網紅杰尼龜「HG杰爺」0到400公尺（零四）直線競速賽加速紀錄，自費改裝奧迪汽車TT RS「打龜號」[14]，並對外公布暫訂2022年3月30日在麗寶國際賽車場實測，然於實測前的3月25日因日租金及溝通協調問題與麗寶賽車場合作破局。後續麗寶賽車場以「琦玉集團從未提出執行計畫及安全規範」相關新聞報導引發廖老大公開直播質疑不應將破局問題導向廖老大團隊[15]。

## 外部連結
- 麗寶國際賽車場官方網站（页面存档备份，存于）
- 麗寶國際賽車場官方粉絲團 （页面存档备份，存于）
- 麗寶國際賽車場官方部落格（页面存档备份，存于）